# Deleyaman (groupe)
Pour les articles homonymes, voir Deleyaman.
Deleyaman est un groupe franco-américain de musique alternative, originaire de Normandie, en France. Il est formé en 2000 par le multi-instrumentiste américain d'origine gréco-arménienne Aret Madilian de Los Angeles, la chanteuse française Béatrice Valantin et le joueur de duduk franco-arménien Gérard Madilian.
Le groupe est référencé comme le premier groupe de rock alternatif à avoir intégré l'ancien instrument à vent duduk dans son line-up,. L'univers musical de Deleyaman est décrit comme poétique, mélancolique, introspectif,,,,,. C'est un groupe multigenre qui assemble art rock, dark wave, minimalisme, post-punk et post-rock,,,.

## Histoire
Le groupe composé à l'origine d'Aret Madilian, Béatrice Valantin et Gérard Madilian a sorti son premier album 00/1 en septembre 2001 aux Editions Nech Records, un label indépendant de musiques du monde basé à Paris,,. L'album sort en France et en Europe et reçoit des critiques et le soutien de la presse musicale underground comme Elegy, D-Side, Obsküre, et Uncut
Les albums suivants, intitulés Second (2003) et 3 (2006), bénéficient d'une plus grande reconnaissance et sortent également sur le label français Éditions Nech. Deux titres de Second, Battlefield et Black Rainbow, sont choisis par l'actrice et réalisatrice française Fanny Ardant pour la bande originale de son film de 2017 Le Divan de Staline avec Gérard Depardieu et Emmanuelle Seigner,,.
En 2009, Deleyaman sort le premier de ses deux albums, Fourth, Part one. Fourth, Part Two sort en 2011. Le sixième album du groupe, The Edge, sort le 4 juillet 2014. L'hebdomadaire allemand Der Spiegel référence l'album dans la rubrique « Die wichtigste Musik der Woche » (trad. : La musique la plus importante de la semaine). L'album suivant, The Lover, The Stars and the Citadel, sort le 18 novembre 2016. Il comprend Brendan Perry de Dead Can Dance invité en tant qu'instrumentiste sur deux des titres de l'album,.
En 2017, la reprise par Deleyaman de Bir sana Bir de Bana, la chanson turque écrite à l'origine par le groupe de dub psychédélico-oriental Baba Zula apparait dans l'album XX du 20e anniversaire de BaBa ZuLa sorti en janvier 2017 sur Glitterhouse Records. En octobre 2018, Deleyaman et Jules Maxwell  effectuent une tournée en Irlande et au Royaume-Uni, jouant à Limerick, Galway, Lisdoonvarna, Carlow, Dublin, Dundalk et Portaferry et participant à l'émission de John Toal sur BBC Radio Ulster,,.
L'album, Sentinel, comprenant des contributions de Brendan Perry et Jules Maxwell, est sorti le 17 janvier 2020 Ils collaborent avec l'actrice française Fanny Ardant pour une nuit de poésie et de musique en 20212022 et 2023
The Sudbury Inn, le neuvième album du groupe est sorti le 9 Juin 2023.

## Membres

### Membres actuels
- Aret Madilian - guitare, basse, claviers, chant, percussions
- Béatrice Valantin - chant, claviers
- Artyom Minasyan - duduk, pku, blul
- Gérard Madilian - duduk
- Benoît Fournier - batterie

### Anciens membres
- Mia Bjorlingsson - batterie
- Ara Duzian - guitare
- Guillaume Leprevost - basse, guitare

## Discographie
- 2001 : 00/1 (Éditions Nech)
- 2003 : Second (Éditions Nech)
- 2006 : 3 (Éditions Nech)
- 2009 : Fourth, Part one
- 2011 : Fourth, Part Two
- 2014 : The Edge
- 2016 : The Lover, The Stars and The Citadel
- 2020 : Sentinel
- 2023 : The Sudbury Inn